# 징슈구
징슈구(한국어: 경수구, 중국어: 竟秀区, 병음: Jìngxiù Qū)는 중화인민공화국 허베이성 바오딩 시의 행정 구역이다. 넓이는 75km2이고, 인구는 2007년 기준으로 450,000명이다. 2015년 5월에 신스구(한국어: 신시구, 중국어: 新市区, 병음: Xīnshì Qū)에서 지금과 같은 이름으로 바뀌었다.

## 행정 구역
6개 가도, 4개 향을 관할한다.
- 가도: 先锋街道, 建设南路街道, 新市场街道, 东风街道, 韩村北路街道, 惠阳街道.
- 향: 富昌乡, 南奇乡, 颉庄乡, 韩村乡.